# Crash Donovan
Crash Donovan is een Amerikaanse dramafilm uit 1936 onder regie van William Nigh en Jean Negulesco.

## Verhaal
Johnny Allen, Alabam en Doris Tennyson gaan op de kermis kijken naar Crash Donovan, die acrobatische toeren uithaalt met zijn motor. Johnny en Alabam zijn lid van de verkeerspolitie. Doris vraagt Crash of hij er ook in dienst wil gaan, omdat ze denkt dat zijn roekeloosheid er een troef kan zijn. Crash raakt 's avonds betrokken bij een misdaad.

## Rolverdeling
| Acteur         | Personage      |
| -------------- | -------------- |
| Jack Holt      | Crash Donovan  |
| John King      | Johnny Allen   |
| Nan Grey       | Doris Tennyson |
| Eddie Acuff    | Alabam         |
| Hugh Buckler   | Tennyson       |
| Ward Bond      | Drill Master   |
| James Donlan   | Smokey         |
| Douglas Fowley | Harris         |
| William Tannen | Tony           |
| Huey White     | Fizz           |
| Al Hill        | Mike           |
| Gardner James  | Pete           |
| Paul Porcasi   | Cafébaas       |